# F-Zero AX
F-Zero AX är titeln på ett spel som ingår i spelserien F-Zero. Denna version av spelet finns endast släppt i arkadform år 2003 med en hårdvara som till stor del bygger på en utvecklad form av en Gamecube.
1. ↑  Gamespot, läs online.[källa från Wikidata]